# Adolfo Mangini
Adolfo Mangini (Livorno, 24 settembre 1854 – Livorno, 2 febbraio 1929) è stato uno storico, commediografo critico teatrale italiano.

## Biografia
Figlio di Antonio, avvocato e amico fraterno di Francesco Domenico Guerrazzi. Dal padre ereditò lo spirito repubblicano, l'amor di patria e la venerazione per il grande livornese. Al Guerrazzi dedicò diversi scritti. Nel 1912 pubblicò il Compendio della Storia di Livorno. 
| Controllo di autorità | VIAF (EN) 16146332908318731816 · SBN CFIV022521 · LCCN (EN) nb2016009691 |